# Korona carów rosyjskich
Korona carów rosyjskich, także Korona rosyjskiego imperium, czyli znów nieuchwytni (ros. Корона Российской империи, или Снова неуловимые, Korona Rossijskoj impierii, ili Snowa nieułowimyje) – radziecki film historyczny z 1971 roku.

## Obsada
- Michaił Mietiołkin jako Walerka
- Wiktor Kosych jako Dańka Szczuś
- Wasilij Wasiljew jako Jaszka Cygankow
- Walentina Kudriukowa jako Ksanka Szczuś
- Władimir Iwaszow jako porucznik Pierow
- Ludmiła Gurczenko jako Agrafiena Zawołżska
- Rołan Bykow jako łysy „imperator”
- Nina Agapowa jako Amerykanka z papugą
- Andriej Fajt jako monsieur Diuk
- Jefim Kopielan jako ataman Burnasz
- Edmond Keosajan
- Ałła Budnicka